# 池田一真
池田 一真（いけだ かずま、1984年〈昭和59年〉1月17日 - ）は、日本のお笑い芸人。お笑いコンビ「しずる」のツッコミ担当、立ち位置は向かって左。吉本興業所属。2022年1月から2025年4月までの芸名はKAƵMA（カズマ）。埼玉県入間市出身。東京NSC9期生。

## 来歴
埼玉県入間市出身（本籍地は愛知県）。入間市立高倉小学校卒業、入間市立黒須中学校、埼玉県立所沢西高等学校卒業。
お笑いを志したきっかけは、万座温泉でアルバイトをしていた際、池田の顔を見た外国人客に笑われたことから。この時、笑われたにもかかわらず池田は「笑わせた」と勘違いし、「外国人を笑わせたのだから、日本人も笑わせられるだろう」と確信した。
その後、NSCのアナウンスコースに願書を提出するも、コース自体が定員不足で廃止。その翌年に9期生として入学した。入学から3か月ほどは、1人でコントをして笑いを取っていた「クラスの爆笑王」で、さまざまなコンビ結成の打診があった。
2003年10月、村上純としずるを結成。2か月後に一度解散し、半年後に再結成している。
2006年4月・2008年1月から二度、3ヶ月間の活動休止（謹慎処分）。
2009年のR-1ぐらんぷりに「酒場に2時」という芸名で出場し、2回戦進出。
2010年1月からは板尾創路主演のドラマ『連続ドラマ小説 木下部長とボク』（読売テレビ）でドラマの重要人物でもある僕元役で俳優デビュー及び連続ドラマに初出演した。
2014年6月、両側声帯ポリープの手術を行うため、一時国立国際医療研究センターに入院した。
2018年10月、一般女性との結婚をファミリーマートの店内放送「ファミよし“笑顔の宅配便”」内で発表。
2020年2月、第1子が誕生したことをポッドキャスト番組「不良ラジオ」内で発表。
2022年1月19日、芸名を本名から「KAƵMA」に改名することを同日の山形テレビの「YTSスペシャル これが冬の極み鍋」内で発表。なお、同番組内では改名したことは触れておらず、テロップで変えられていただけである。なお。KAƵMAの「Ƶ」が変換できないケースもあるため、「KAZMA」で代用されることもあった。
2023年10月8日、MCとして出演していた「尾花沢もっとまるだし未来まつり」（山形県尾花沢市での開催）の大食い選手権決勝の舞台で2日前に第二子が誕生したことを発表した。
2025年4月13日、芸名を池田一真(本名)に戻したことを発表した。

## 人物
- 身長174cm、体重65kg。
- 好物は果物、サラミ、甘いもの。酒が苦手[10]。
- 姉が2人おり、そのうちの1人はアメリカ人と入籍。
- 池田の実家の二軒隣はハマカーン・浜谷健司の実家。
- 学生時代は9年間野球部に所属していた。中学時代は声が大きいという理由でキャプテンを務めた[10]。
- 同期であるライスやジューシーズ（解散⇒赤羽・児玉がサルゴリラを結成）と仲が良い。
- 書道が得意。
- 守銭奴じみた言動が多く、村上曰く「金が大好きで、金の話をしない日はないくらい。金への執着心がすごく、虫みたいな群がり方をする」[11]。
- 相方の村上曰く、昔はコンプレックスをみとめない男だったという[12]。
- エレファントカシマシの大ファンである。また、高校生時代にはNUMBER GIRLやRIP SLYMEを愛聴していた[13]。
- スタイルは良いがファッションにあまり関心がない為、その服装を「奇抜だ」などと相方に弄られることがある[14]。
- 近眼のため、ラヴィットに出演する際はメガネを掛けている[15]。また、メガネを使用する際、メガネチェーンを使用している[16]。

## 逸話
- NSCで最初に組んだコンビは「チョコサラミ」。相方はゴールデンボンバーボーカルの鬼龍院翔だった[17]。コンビ名の由来は池田がサラミ好きで鬼龍院がチョコ好きだった為[18]。
- 自分の全身に非常にコンプレックスを持っている[11]。特に天然パーマと[10]毛深いこと。村上の家に池田が泊まりに来た時、なぜか池田は全く電気を付けずに風呂に入っていた。それに気付いた村上が電気を付けてあげると、中から「ぎゃあぁぁぁ!!!」という悲鳴が聞こえてきた。池田は自分のゾンビみたいな体を見たくないが故に、敢えて暗がりで風呂に入っていたのだった[19]。
- 2011年の正月特番『芸能人格付けチェック!これぞ真の一流品だ!2011お正月スペシャル』（テレビ朝日系）では、初めて演出に挑戦。本職の映画監督である大谷健太郎と同一テーマで競作し、どちらが本職の映画監督の作品かを芸能人が当てるという趣旨だったが、堤幸彦・石田純一ら多くの出演者が池田の作品を選び、池田の演出家としての才能を窺わせる結果となった[20]。
- コントを専門としているため普段の人格はあまり一般に知られていないが、売れそうになるとあえて逆の方向に走ってしまう天の邪鬼な性格であり[21]、「芸人が集まった時に一番話題になる芸人」と言われるほど芸人仲間たちから愛されている[22]。
- 結婚はファミリーマートの店内放送「ファミよし“笑顔の宅配便”」[21]、改名は3回しか出演していない山形テレビの番組で発表するなど[23]、重要な報告をあまりメジャーではないところで行う癖がある。
- 不良に憧れており、KAƵMAの幼馴染と名乗り「不良ラジオ」という番組をポッドキャスト内に持っていたり、X (旧Twitter)で不良のテイでツイートをしている。なお第一子の誕生は「不良ラジオ」で発表した[21]。
- 2019年のお笑い芸人による闇営業問題が話題となった際、フジテレビのワイドショー直撃LIVE グッディ! からインタビューを受けた。この際KAƵMAはなにか喋りだしそうに口を開けたまま数分間無言で通すというボケを通し、芸人達の笑いを誘った[24][22] [25]。後に「よく取材陣とかがいて、マスクして『すいません』って言って、言うことがあるのに、そのまま行っちゃう人とかいるじゃないですか。言うことないのに、止まってみたらどうなるんだろうって」という意図があったと語っている[26]
- 映画監督の是枝裕和は、2009年の作品『空気人形』の主役に池田を起用しようとし、直々にオーディションを行った。この際是枝から「君は人の作品に出ることをどう思う？」と質問され、普通に答えてはいけないと思ったことから「あんまり、いいと思わないですね。自分の作品を作っているんで、自分の作品に出たいです」と答え、そのまま帰された[26]。

## 出演

### テレビ
- LIFE!〜人生に捧げるコント〜 レギュラー（NHK総合テレビ・NHKBSプレミアム、2012年9月1日 - 2014年9月25日）
- アメトーーク!「しずる池田大好き芸人」[27]（テレビ朝日、2022年3月3日）
- ラヴィット!（2022年6月30日 - 、TBSテレビ）- 不定期出演

### ラジオ
- アッパレやってまーす!水曜日（MBSラジオ、2022年4月27日）- ゲストMC
- 三四郎のオールナイトニッポン（ニッポン放送、2018年8月3日、2019年5月24日、2020年3月20日、2021年4月16日、12月31日・2022年4月22日）
- らじらー! サンデー（NHKラジオ第1放送、2020年10月25日、2021年1月10日、2月7日、3月7日、4月11日以降 不定期出演) - ゲストMC
- しずる池田とフルーツポンチ村上のアーバンブルーラジオ（さらば青春の光Official Youtube Channel、2020年9月23日 - ）

### テレビドラマ
- 月曜ゴールデン 民間科捜研 桐野真衣の殺人鑑定（2016年3月14日、TBS） - 嘉川弘志 役[28]
- ボイス 110緊急指令室 第3話（2019年7月27日、日本テレビ） - 野沢 役
- ジャパニーズスタイル（2022年10月22日 - 、テレビ朝日） - 浮野奏太 役[29]

### インターネット番組
- チャンスの時間（2022年3月27日 - 、ABEMA） - 特定の企画放送時にのみレギュラー出演。
- 最強新コンビ決定戦 THE ゴールデンコンビ（2024年10月31日、Amazonプライム・ビデオ）[30]

### 映画
- ワラライフ!!（2011年1月29日、木村祐一監督） - 和恵の彼氏 役
- たまえのスーパーはらわた（2018年10月20日、上田慎一郎監督） - 岩田 役

### DVD
- ダイナマイト関西2010 second